# Zamudio (krater)
För andra betydelser, se Zamudio.
Zamudio är en nedslagskrater med en diameter på 19 kilometer, på planeten Venus. Zamudio har fått sitt namn efter den bolivianska läraren, författaren, dramatikern och målaren Adela Zamudio.